# Lena (Asturië)
Lena is een gemeente in de Spaanse provincie en regio Asturië met een oppervlakte van 315,51 km². Lena telt 11.430 inwoners (1 januari 2016).

## Demografische ontwikkeling
Bron: INE; 1857-2011: volkstellingen

## Sport
In de gemeente ligt het gebied Valgrande-Pajares, een van de bekendste skigebieden in het Cantabrisch Gebergte.
Voor wielrenners is het gebied gekend voor de klim langs de Puerto de Pajares naar Cuitu Negru vanuit het dorp Campomanes. Die bergbeklimming is 25,5 kilometer lang en overbrugt 1.486 hoogtemeters met een gemiddeld stijgingspercentage van 5,8 %. De top van de beklimming ligt op 1850 meter hoogte. Het steilste stuk is 28 %, de steilste 100 meter zijn 17,3 %, de steilste kilometer 15,2 %. De beklimming kwam al twee maal voor in de Ronde van Spanje. De eerste maal in 2012 tijdens de zestiende etappe (de weg werd voor deze rit geasfalteerd) met ritwinst voor de Italiaan Dario Cataldo, een tweede maal in 2024 gewonnen door de Spanjaard Pablo Castrillo.

## Geboren
- Miguel Marcos Madera (1985), voetballer

## Afbeeldingen

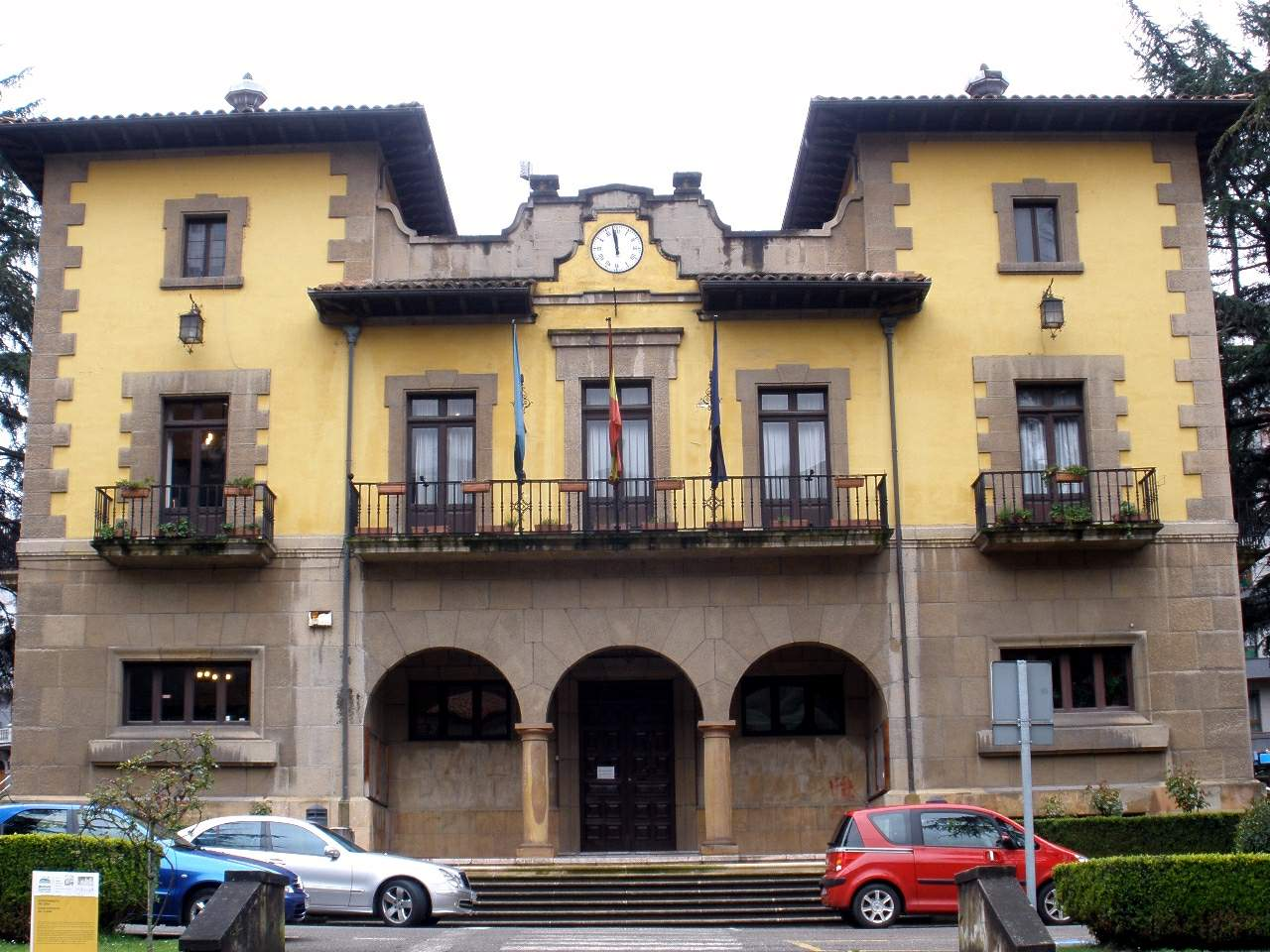
Gemeentehuis
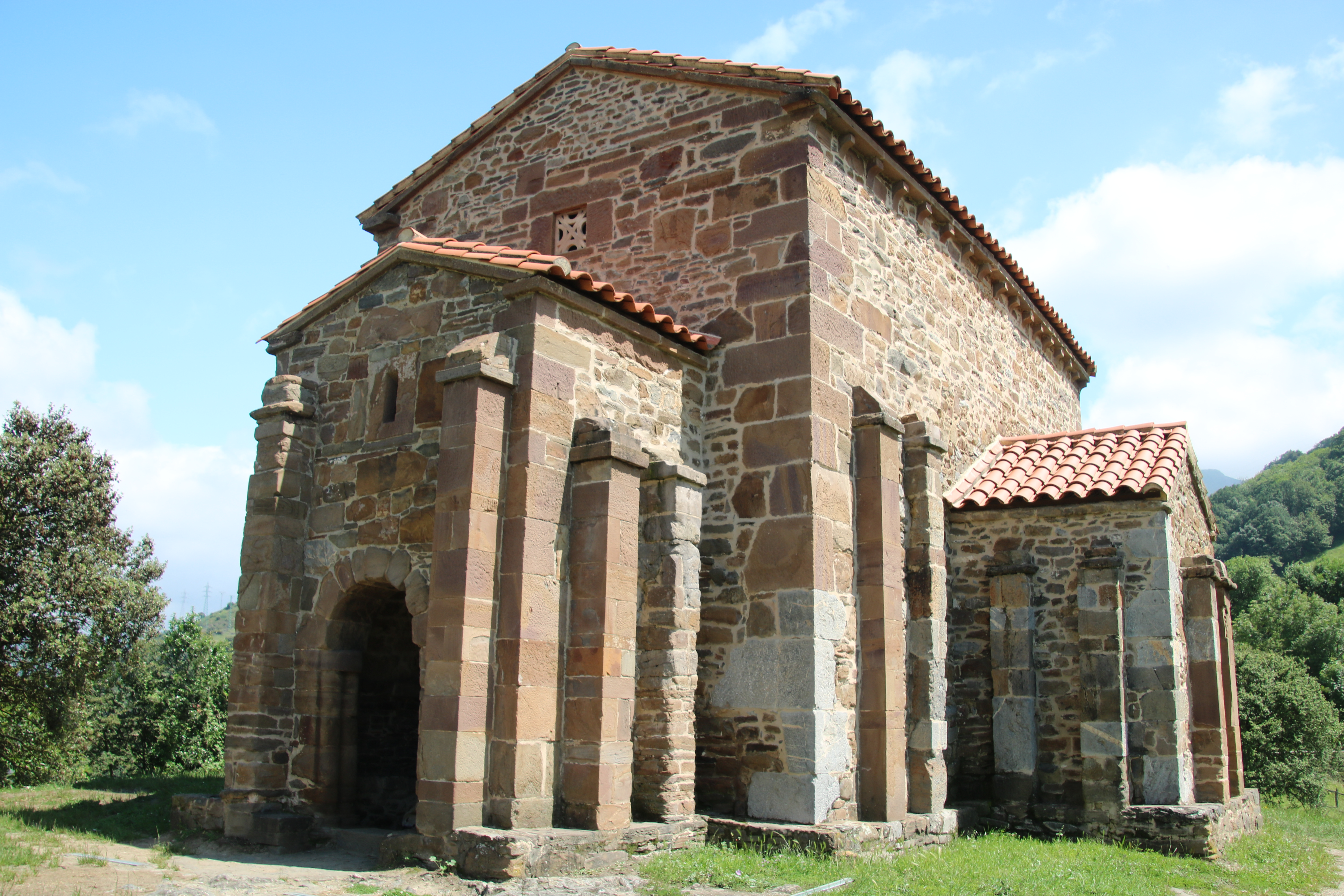
Kerk Santa Cristina
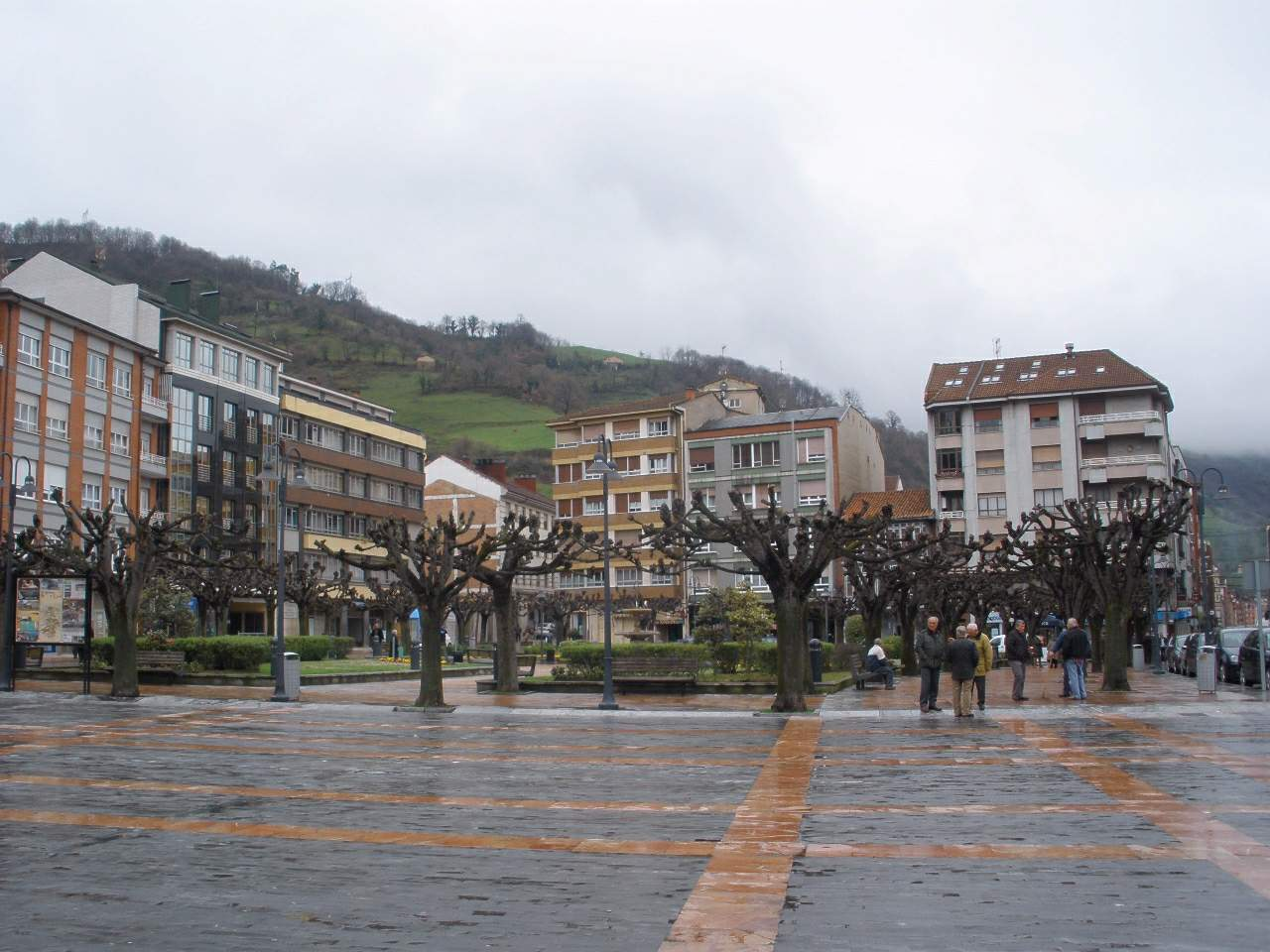
Straatbeeld
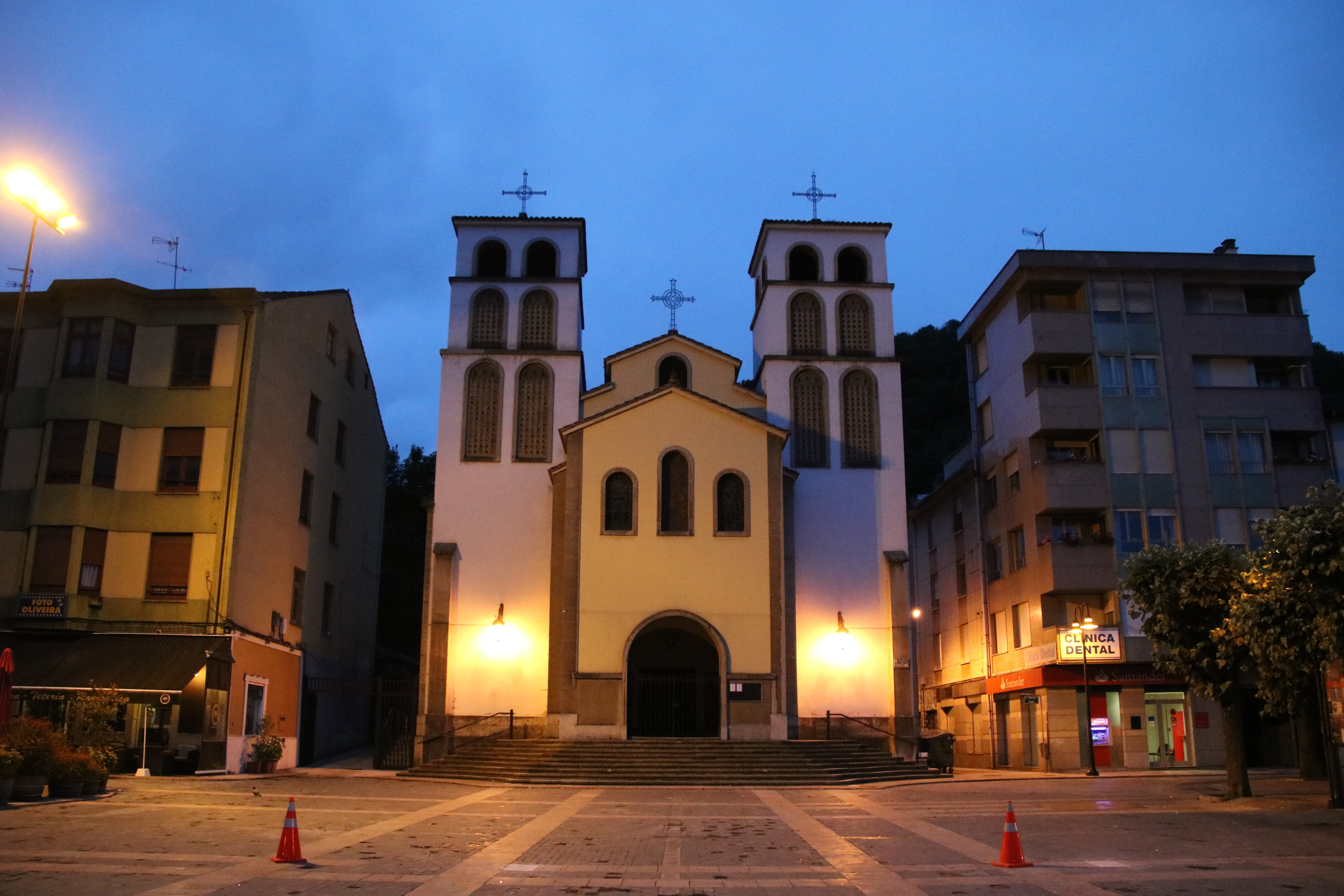
Kerk San Martín el Real